# Appias cardena
Appias cardena is een vlindersoort uit de familie van de Pieridae (witjes), onderfamilie Pierinae.
Appias cardena werd in 1861 beschreven door Hewitson.